# Frangar Non Flectar
I Frangar Non Flectar sono un gruppo Rock italiano formatosi a Roma nel 1992 dall'incontro di Massimo Baiocco, Perez, Caterpillar, a cui si aggiungerà nel 1995 Emilian (Emiliano Bonafede)

## Storia del gruppo
Il gruppo nasce a Roma nel 1992 dall'incontro di Massimo Baiocco (voce, chitarra), Perez (basso), Caterpillar (batteria e percussioni), a cui si aggiungerà nel 1995 Emilian (Emiliano Bonafede, chitarra).
L'esordio discografico è datato 1994 con la pubblicazione in sole 500 copie, di un mini-cd 3" dall'omonimo titolo Frangar Non Flectar.  Tra le 4 canzoni contenute nel disco spicca Terra Nera, brano dalle tinte folk-rock fortemente programmato delle radio indipendenti romane (su tutte Radio Rock), che offre alla band una spiccata visibilità e una buona occasione per cominciare a proporre la propria musica fuori dalla città natia; cosa che avverrà in realtà soltanto due anni dopo quando nel 1996 la BTT (etichetta discografica indipendente) ed in particolar modo Enrico Leccese che già si era occupato dell'esordio del gruppo, pubblicherà Parte di un'eco, il primo lavoro a lunga durata su cd.
L'intensa attività live di quegli anni tra locali, club, centri sociali e rassegne musicali, subisce un'interruzione (nella carriera del gruppo ce ne saranno diverse) nel 1997. In quel periodo la band frequenta con passione il teatro patologico di Dario D'Ambrosi ne subisce il fascino e si lascia con piacere coinvolgere in uno spettacolo forte e visionario "Frammenti del Marat-Sade", messo in scena con attori affetti da diverse patologie mentali e fisiche ed oggetto di due documentari: "Il teatro patologico di Dario D'Ambrosi" per l'emittente televisiva tedesca ZDF e "Una giornata particolare" per l'emittente televisiva italiana RAI. Le musiche che la band compone, un mix di rock e rumorismo eseguite in scena con strumenti e oggetti di vario tipo percossi, segnerà negli anni a seguire la cifra stilistica del gruppo stesso aprendolo ad una ricerca sulle dissonanze e sulle distorsioni alternate alla melodia tipica della canzone italiana. Di quel periodo sono le veloci esibizioni in strada che porteranno i Frangar Non Flectar all'incontro con Miriam Pucitta (giovane regista italo-tedesca), che li vorrà come band protagonista e autori della colonna sonora del suo film d'esordio “Se non mi vuoi” e la vittoria del contest Rock Targato Italia a cui seguirà la pubblicazione dell'omonima compilation.
Nel 1998 i Frangar Non Flectar firmano un contratto con l'etichetta discografica Baracca & Burattini di Paolo Bedini, che pubblica il secondo album Straluna con una distribuzione major (Columbia–Sony Music), registrato in presa diretta su macchine analogiche in soli 4 giorni e prodotto da Eugenio Merico e Paolo Archetti Maestri degli Yo Yo Mundi. Inizia così un percorso di visibilità maggiore che ben presto porta la band ad effettuare concerti in spazi più grandi, apparizioni radio-televisive, partecipazioni a festival e rassegne. La stampa specializzata torna ad interessarsi del gruppo ed escono alcune compilation allegate a riviste di settore. Nuovamente contattati dal regista Dario D'Ambrosi, i Frangar Non Flectar diventano una rock-band di pirati al seguito di un Sergio Castellitto-Capitan Uncino ne "L'ombra dei bambini felici contro Capitan Uncino", uno spettacolo contro la pedofilia e lo sfruttamento dell'immagine dei bambini e compongono ed eseguono lunghe suite psichedeliche in "Allucinazione da psicofarmaci", spettacolo teatrale sulla depressione e il suicidio messo in scena in un'autentica sala operatoria e commissionato dalla Rai, che dopo le riprese decise di censurare le forti immagini della performance impedendone la messa in onda. I rapporti con la casa discografica, che nel 1998 e nel 1999 si era dimostrata decisamente interessata all'attività della band promuovendola ed incentivandola all'attività live, diventano tesi. I Frangar Non Flectar partecipano alla colonna sonora del film tedesco "Bang Boom Bang", continuano l'attività live tra Italia e Germania, ma le difficoltà economiche in cui versa l'etichetta, tali da non poter garantire adeguate uscite discografiche, portano il gruppo a chiedere ed ottenere la recessione dal contratto. Per tutto il 2000 la band si dedica alla realizzazione della colonna sonora dello spettacolo teatrale "Le pietre della memoria" di Abraxa Teatro, nel personale studio di registrazione nato ai tempi di Straluna che in questo periodo viene messo a disposizione anche di altre band (spesso prodotte artisticamente da Perez).
Tribe, il terzo album, esce nel 2001 per la Sciopero Records/Mescal distribuzione Columbia–Sony Music. Alla buona uscita discografica segue un periodo di concerti e promozione, ma ben presto la band decide di tornare indipendente per dedicarsi con maggiore cura a progetti paralleli e rimusicare dal vivo la colonna sonora del film Tempi moderni di Charlie Chaplin, che porteranno in tour per 30 repliche. Inizia un periodo di silenzio discografico durato 5 anni ed interrotto soltanto dalla partecipazione alla compilation Sulla memoria per la Materiale Sonori-AudioCoop con il brano Rimpiangere. Nuovamente interessata a esperienze musicali apparentemente distanti dalle sue corde, la band prende parte agli spettacoli teatrali: Oggi le comiche esperimenti blues stradaioli con la compagnia Ilnaufragarmedolce e "OMS" accompagnando dal vivo in piccoli club l'attore-regista Gaetano Lembo in un monologo sul mondo del teatro; le rare partecipazioni live di questo periodo sono in apertura di un paio di concerti romani di Afterhours e Tuxedo Moon.
Nell'estate del 2007 esce Volume 4 prodotto da Perez per Audiolab Studio e distribuito online con licenza Creative Commons. Il disco preceduto da un breve tour tra le cui tappe spicca Lussemburgo, è impreziosito dalla copertina e le foto dell'artista italo-australiano Adrian Tranquilli che riprende i quattro con le maschere di Batman, realizzando in via esclusiva degli scatti appartenuti ad un ciclo di sue opere del 2002 mai più riproposte. Con "Volume 4" la band ritrova la sua cifra stilistica mescolando suoni e rumori, forti distorsioni e melodia. Immagina un viaggio tra le pieghe nascoste del quotidiano: una catarsi collettiva urlata e tagliente come mai accaduto nelle loro precedenti produzioni. Riprende l'attività live e inizia una propaganda a favore delle Creative Commons per il diritto alla diffusione libera e per una migliore regolamentazione del diritto d'autore anche in merito al Copyleft, autorizzando la scambio in rete e il download gratuito della propria opera per fini non commerciali. Due brani di Volume 4, Fermo Immagine e Troppo poco, vengono inseriti tra i commenti musicali del film Nelle tue mani di Peter Del Monte uscito nelle sale cinematografiche nel marzo 2008. Sul finire del 2008 i Frangar Non Flectar prendono parte alla compilation Liberalarte 3, progetto pubblicato con licenza Creative Commons e presentato tra il 2008 e il 2009 con iniziative e concerti a sostegno delle pratiche Copyleft.
Nel 2010 i Frangar Non Flectar decidono di prendersi una pausa a tempo indeterminato per proseguire con progetti individuali, spesso occasione di collaborazione in studio e live con gli altri elementi del gruppo.
Non disdegnano comunque le rare apparizioni live a sorpresa e la partecipazione sporadica in alcuni programmi radiofonici, fino a riproporre con un unico evento nel 2017 la rimusicazione live di "Tempi Moderni" all'auditorium del Serafico di Roma; questo concerto è l'ultima apparizione della band. 

## Formazione
- Massimo Baiocco: voce, chitarra
- Perez: basso
- Emilian (Emiliano Bonafede): chitarra
- Caterpillar: batteria

## Discografia
- 1994 - Frangar Non Flectar (Better Than Them)
- 1996 - Parte di un'eco (BTT/FNF)
- 1998 - Straluna (Baracca & Burattini / Sony Music)
- 2001 - Tribe (Sciopero Rec / Mescal / Columbia Sony Music)
- 2007 - Volume 4 (Audiolab / Creative Commons)